# Philodendron melanochrysum
Philodendron melanochrysum es una especie de Angiospermae de la familia Araceae, endémica de Colombia pero cultivada ampliamente en otros lugares como ornamental.
Una excelente planta trepadora para un invernadero, el filodendro de oro negro tiene hojas en forma corazonada de unos 25 cm de largo, pero en condiciones ideales pueden ser aún más largas. Las plantas jóvenes tienen hojas más pequeñas y anchas de un color verde claro, pero cuando se establecen son muy atractivas; tienen un brillo aterciopelado en la superficie verde oscura y vistosas venas de color verde pálido. Las flores generalmente se podan, ya que no tienen un gran atractivo. 
Para su cultivo es aconsejable cubrir las raíces con un poco de musgo y pulverizar regularmente para mantener la humedad, riegue y abone cuando está en pleno crecimiento; en invierno el riego debe ser menor. Es susceptible a las cochinillas algodonosas y ácaros.

## Galería

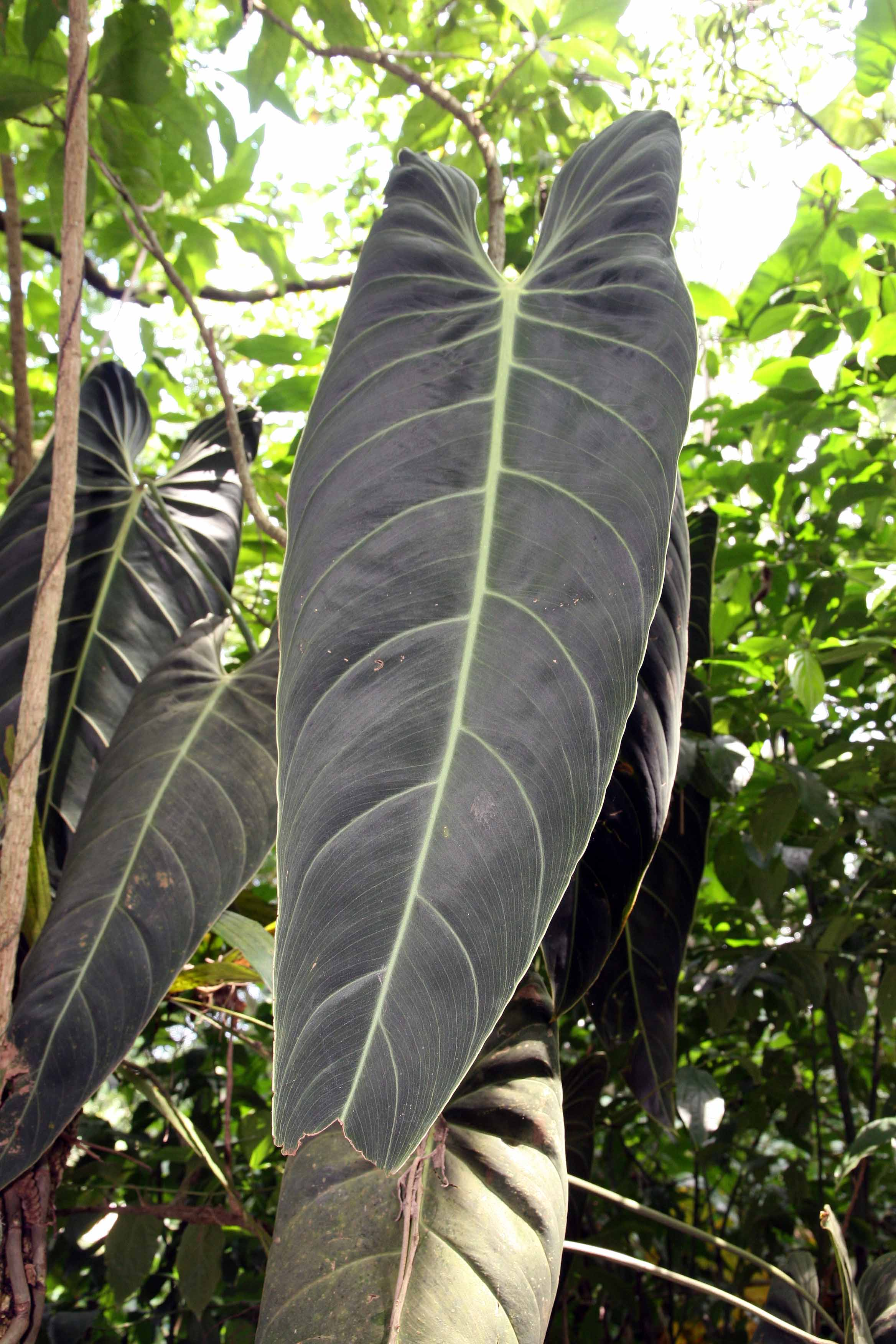
Hoja vista por el haz
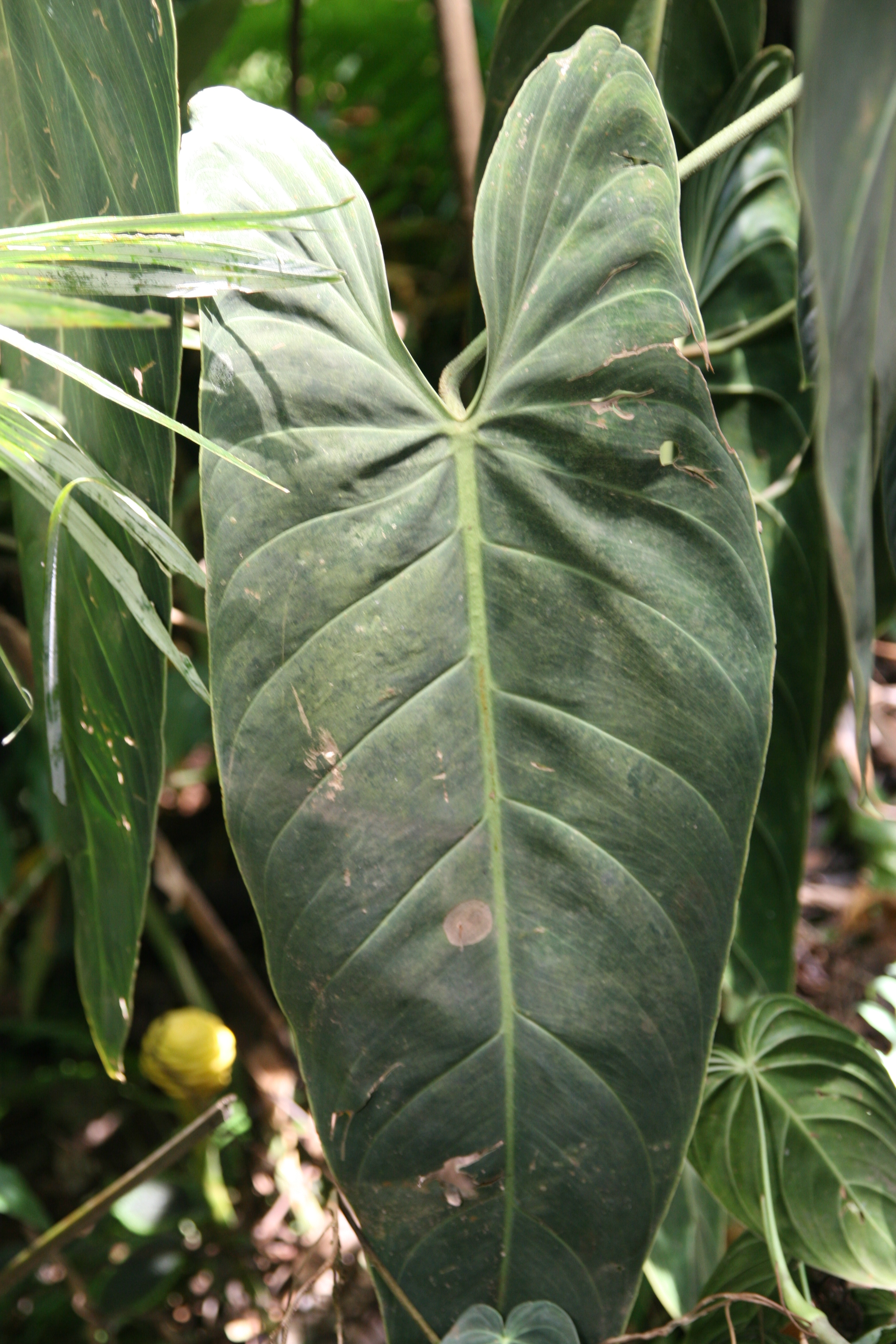
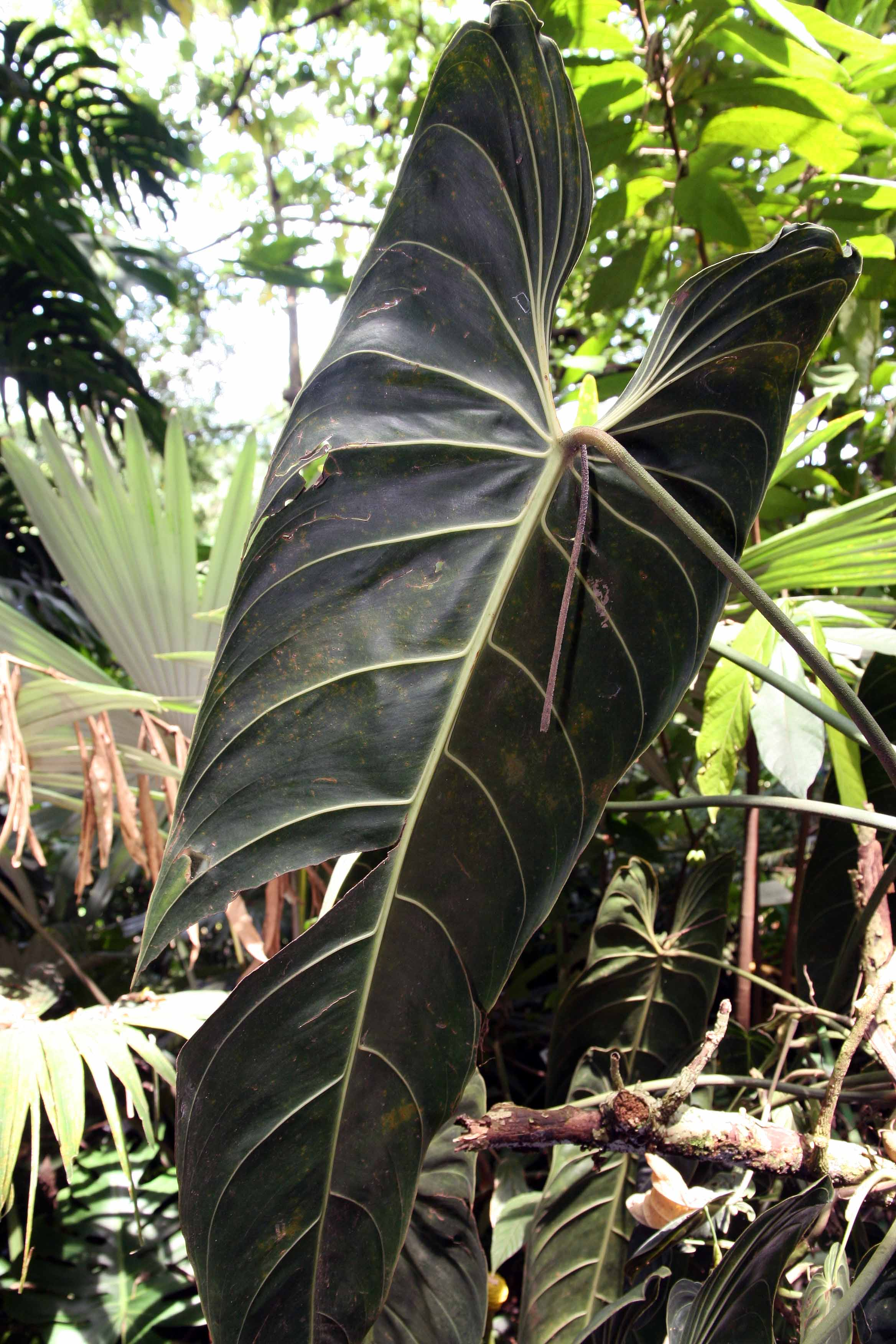
Hoja vista por el envés
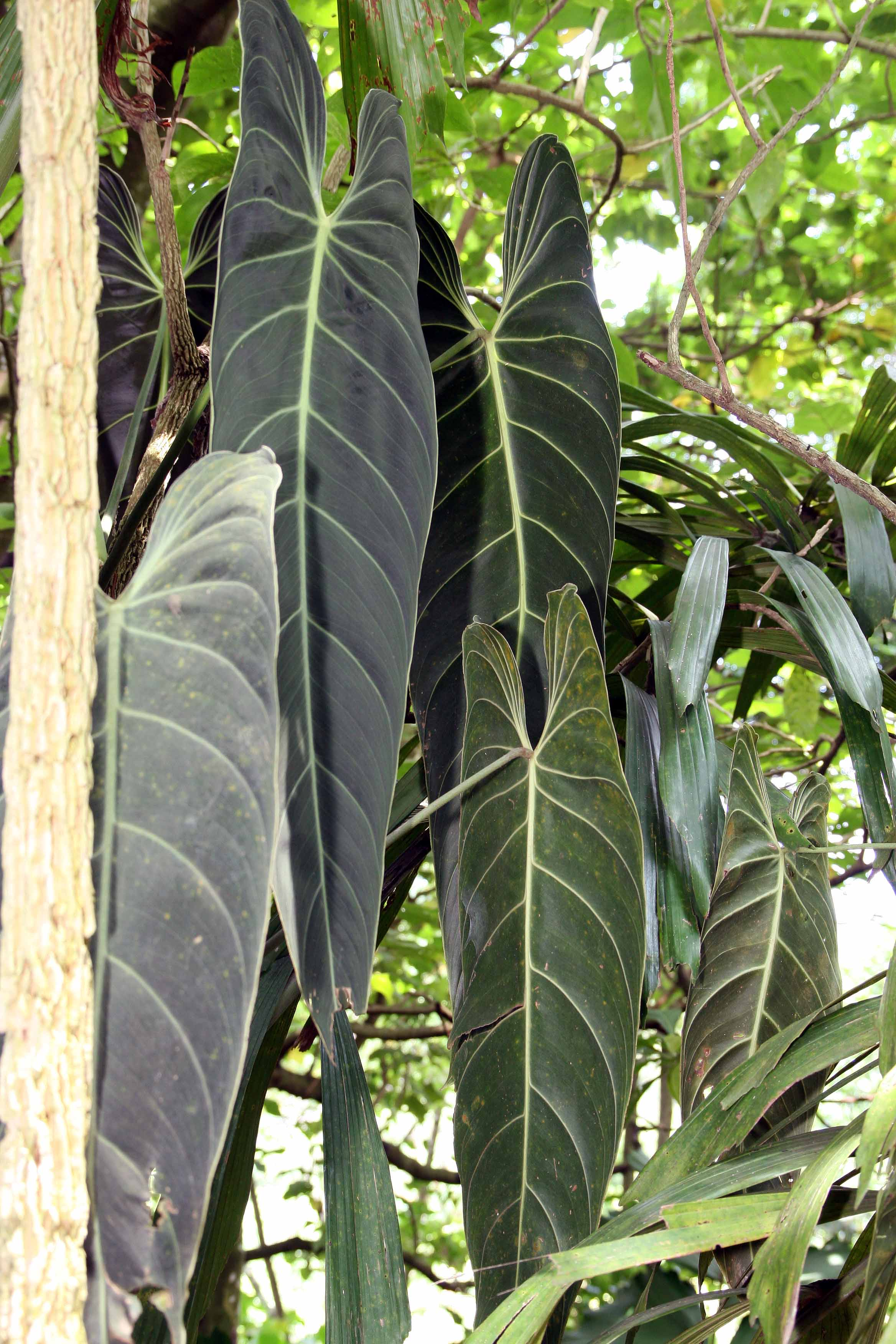
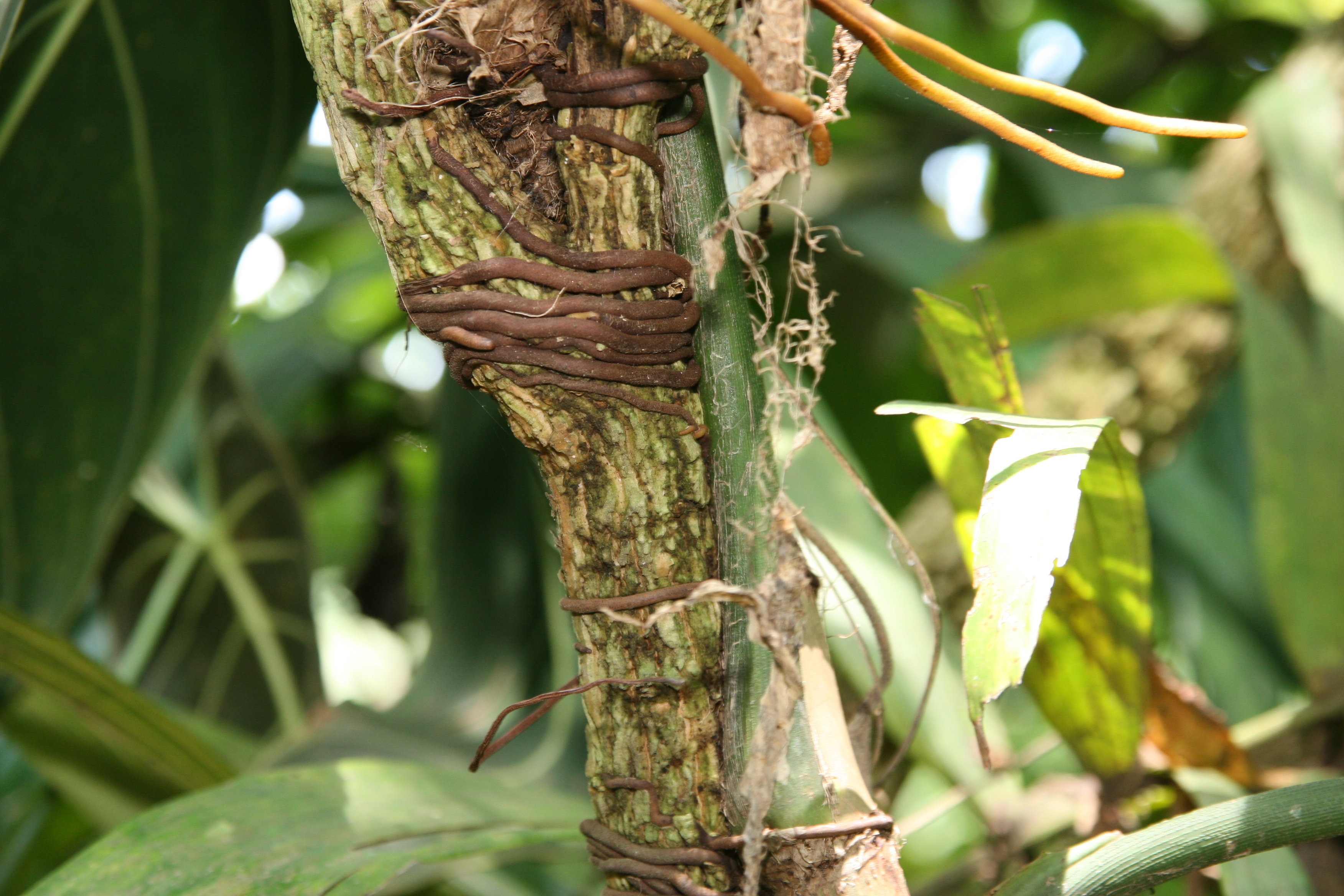
Detalle de las raíces trepadoras